# 上陸拒否
上陸拒否（じょうりくきょひ）とは、国家が外国人の入国を拒否すること。入国拒否（にゅうこくきょひ）とも言う。

## 概説
世界人権宣言第13条第2項の規定（「すべて人は、自国その他いずれの国をも立ち去り、及び自国に帰る権利を有する」）により、国家は自国籍の人間の帰国を拒否することはできないが（外国の滞在許可を持たない人が自国から入国拒否されると、世界のいずれの国にも滞在できなくなってしまう）、外国人の入国を認めるかどうかについては、入国審査官の裁量に委ねられている（最大判昭和32年6月19日刑集11巻6号1663ページ等）。これは、仮に外国人の入国を自由に認めたとすると、国家の平穏・安全保障、その他国家の利益（国益）が著しく損なわれる危険があるからである。

## 相互主義による上陸拒否
国際法においては、A国がB国又はB国国民に対して特別な処分を行うのであれば、B国も同一の処分をA国又はA国国民に行うことが一般に許容されている（相互主義）。
日本の出入国管理及び難民認定法第5条第2項は、この観点から、外国人の本国（市民権の属する国も含む）が次項に列挙した上陸拒否事由に相当する事由以外の事由により日本人の上陸を拒否するときは、同一の事由により当該外国人の日本への上陸を、法務大臣が拒否することができる旨を定めている。

## 上陸拒否事由の概要
日本においては、以下のとおり出入国管理及び難民認定法第5条に規定されている。法第5条第1項第14号が包括的に「日本国の利益又は公安を害する行為を行うおそれがあると認めるに足りる相当の理由がある者」を上陸拒否し得るとしているのはこの現れである。ただ、このような包括的な規定だけでは、入国審査官による適正迅速な上陸の審査を行うことは困難であり、また日本に入国しようとする外国人にとってもどのような場合に上陸が拒否されるかが明らかではないという不利益を与えることになる。そこで、上陸拒否事由を同条で列挙している。
ここでは規定の概要を摘示するため、入管法条文中のかっこ書き等を省略するなど簡略化している。厳密な規定を知る必要がある場合には入管法の条文に当たられたい。なお、末尾のかっこ書きの記載は法第5条第1項の号を示す。
1. 感染症の予防及び感染症の患者に対する医療に関する法律に定める一類感染症、二類感染症若しくは指定感染症の患者又は新感染症の所見がある者（第1号）
2. 精神上の障害により事理を弁識する能力を欠く常況にある者又はその能力が著しく不十分な者で、本邦におけるその活動又は行動を補助する者として法務省令で定めるものが随伴しないもの（第2号）
3. 貧困者、放浪者等で生活上国又は地方公共団体の負担となるおそれのある者（第3号）
4. 日本国又は日本国以外の国の法令に違反して、1年以上の懲役若しくは禁錮又はこれらに相当する刑に処せられたことのある者。ただし政治犯罪により刑を処せられた者は、この限りでない（第4号）
5. 麻薬、大麻、あへん、覚せい剤又は向精神薬の取締りに関する日本国又は日本国以外の国の法令に違反して刑に処せられたことのある者（第5号）
6. 国際的規模若しくはこれに準ずる規模で開催される競技会若しくは国際的規模で開催される会議（国際競技会等）の経過若しくは結果に関連して、又はその円滑な実施を妨げる目的をもつて、人を殺傷し、人に暴行を加え、人を脅迫し、又は建造物その他の物を損壊したことにより、日本国若しくは日本国以外の国の法令に違反して刑に処せられ、又は出入国管理及び難民認定法の規定により本邦からの退去を強制され、若しくは日本国以外の国の法令の規定によりその国から退去させられた者であつて、本邦において行われる国際競技会等の経過若しくは結果に関連して、又はその円滑な実施を妨げる目的をもつて、当該国際競技会等の開催場所又はその所在する市町村の区域内若しくはその近傍の不特定若しくは多数の者の用に供される場所において、人を殺傷し、人に暴行を加え、人を脅迫し、又は建造物その他の物を損壊するおそれのあるもの（第5号の2、いわゆる「フーリガン」対策）
7. 麻薬及び向精神薬取締法に定める麻薬若しくは向精神薬、大麻取締法に定める大麻、あへん法に定めるけし、あへん若しくはけしがら、覚醒剤取締法に定める覚せい剤若しくは覚せい剤原料又はあへん煙を吸食する器具を不法に所持する者（第6号）
8. 売春又はその周旋、勧誘、その場所の提供その他売春に直接に関係がある業務に従事したことのある者（人身取引等により他人の支配下に置かれていた者が当該業務に従事した場合を除く）（第7号）
9. 人身取引等を行い、唆し、又はこれを助けた者（第7号の2）
10. 銃砲刀剣類所持等取締法に定める銃砲若しくは刀剣類又は火薬類取締法に定める火薬類を不法に所持する者（第8号）
11. 過去に上陸拒否、強制退去又は出国命令を受けた者（一定期間内に限る。第9号）
  1. 麻薬若しくは向精神薬、大麻、けし、あへん若しくはけしがら、覚せい剤若しくは覚せい剤原料若しくはあへん煙を吸引する器具又は銃砲若しくは刀剣類若しくは火薬類を不法に所持していたことを理由に上陸を拒否された者（上陸拒否から1年間、同号イ）
  2. 退去を強制された者（過去に退去強制されたこと又は出国命令により出国したことがない場合、退去した日から5年間、同号ロ）
  3. 退去を強制された者（過去に退去強制されたこと又は出国命令により出国したことがある場合、退去した日から10年間、同号ハ）
  4. 出国命令により出国した者（出国した日から1年間、同号ニ）
12. 入管法別表第1の在留資格（いわゆる永住・定住外国人以外の正規在留外国人）で本邦に在留している間に一定の種類の犯罪により懲役又は禁錮に処する判決の宣告を受けた者で、その後出国して本邦外にある間にその判決が確定し、確定の日から5年を経過していないもの（第9号の2）
13. 日本国憲法又はその下に成立した政府を暴力で破壊することを企て、若しくは主張し、又はこれを企て若しくは主張する政党その他の団体を結成し、若しくはこれに加入している者（第11号）
14. 次に掲げる政党その他の団体を結成し、若しくはこれに加入し、又はこれと密接な関係を有する者（第12号）
  1. 公務員であるという理由により、公務員に暴行を加え、又は公務員を殺傷することを勧奨する政党その他の団体（同号イ）
  2. 公共の施設を不法に損傷し、又は破壊することを勧奨する政党その他の団体（同号ロ）
  3. 工場事業場における安全保持の施設の正常な維持又は運行を停廃し、又は妨げるような争議行為を勧奨する政党その他の団体（同号ハ）
15. 13又は14に規定する政党その他の団体の目的を達するため、印刷物、映画その他の文書図画を作成し、頒布し、又は展示することを企てる者（第13号）
16. 13から15までのいずれかに該当して本邦からの退去を強制された者（第10号）
17. 法務大臣において日本国の利益又は公安を害する行為を行うおそれがあると認めるに足りる相当の理由がある者（第14号）
  1. 主にテロリストへの対応を想定して創設されている[2]が、新型コロナウイルス感染症の流行を巡って、特定地域の滞在者等を「日本国の利益又は公安を害する行為を行うおそれがあると認めるに足りる相当の理由がある者」とみなした入国拒否が、2020年2月1日から行われている[3][4]。特定地域に滞在していたことを理由とした入国拒否は、これが初めてである[2]。
18. その他、スポーツ選手や芸能人等が観光ビザで試合や公演をしに来た等、所持するビザ（査証）と異なる目的での入国者も上陸拒否される。

### 適用
- これらの事由に該当した外国人に対しては原則として日本への上陸の許可が与えられないが、同法第12条に定める上陸特別許可（法務大臣決裁となる）が認められた場合は上陸・在留することが可能となる。
- これらの事由が適用されるのはあくまで上陸時においてであり、正規に上陸した後（つまり正規の在留中）に事情・状況の変動によりこれらの事由に該当することとなった場合に直接的に適用されることはない。
- 日本ではシーシェパードの主要人物が上陸拒否に指定されている。
- 2019年6月21日、韓国から日本へ入国しようとした市民団体（米日帝国主義のアジア侵略支配に反対するアジア共同行動）の活動員は、10日間の観光日程が具体的でないという理由で入国を拒否された。なお、団体側はこれまでも「多数の韓国人活動家の入国を禁止するなど、国際連帯活動を弾圧してきた」として日本政府を批判している[5]。